# Azarki-Pudowinka
Azarki-Pudowinka (biał. Азаркі-Пудавінка) – wieś na Białorusi, w obwodzie mińskim, w rejonie miadzielskim, w sielsowiecie Miadzioł.

## Historia
W czasach zaborów wieś w granicach Imperium Rosyjskiego.
W dwudziestoleciu międzywojennym wieś leżała w Polsce, w województwie wileńskim, w powiecie duniłowickim (od 1926 postawskim), w gminie Miadzioł.
Według Powszechnego Spisu Ludności z 1921 roku zamieszkiwało tu 219 osób, 4 były wyznania rzymskokatolickiego, 215 prawosławnego. Jednocześnie wszyscy mieszkańcy zadeklarowali białoruską przynależność narodową. Było tu 46 budynków mieszkalnych. W 1931 w 50 domach zamieszkiwało 245 osób. Wykaz wymienia również osadę młyńską Azarki-Pudinowka . Mieszkało w niej 4 osoby w jednym domu.
Wierni należeli do parafii rzymskokatolickiej i prawosławnej w Miadziole. Miejscowość podlegała pod Sąd Grodzki w Miadziole i Okręgowy w Wilnie; właściwy urząd pocztowy mieścił się w Miadziole.
W 1938 roku miejscowość należała do gromady Azaraki gminy Miadzioł.
Po agresji ZSRR na Polskę w 1939 roku wieś znalazła się w granicach BSRR. W latach 1941–1944 była pod okupacją niemiecką. Następnie leżała w BSRR. Od 1991 roku w Republice Białorusi.